# Kanton Égletons
Kanton Égletons (francouzsky Canton d'Égletons) je francouzský kanton v departementu Corrèze v regionu Limousin. Tvoří ho osm obcí.

## Obce kantonu
- Champagnac-la-Noaille
- Chapelle-Spinasse
- Égletons
- Le Jardin
- Montaignac-Saint-Hippolyte
- Moustier-Ventadour
- Rosiers-d'Égletons
- Saint-Yrieix-le-Déjalat